# هیده‌کاتسو شیباتا
هیده‌کاتسو شیباتا (انگلیسی: Hidekatsu Shibata; ۲۵ مارس ۱۹۳۷ – ) صداپیشگی در ژاپن، و بازیگر اهل ژاپن بود. وی از سال ۱۹۵۷ میلادی تاکنون مشغول فعالیت بوده‌است.
از فیلم‌ها یا برنامه‌های تلویزیونی که وی در آن نقش داشته‌است می‌توان به مشت ستاره شمالی اشاره کرد.